# Función proposicional
En matemáticas y lógica, una función proposicional es una función cuyas variables son proposiciones. Esto es, una afirmación expresada de manera que podría asumir los valores de verdad de falso o verdadero con la excepción de que existe alguna variable que no está definida o especificada y que por tanto no permite asignar un valor de verdad definido.

## Ejemplos
Dado que una función queda determinada por los valores de su dominio y sus correspondientes imágenes, existen únicamente cuatro funciones proposicionales de una sola variable, dadas por las siguientes tablas de verdad:
| p | f(p) |
| - | ---- |
| V | V    |
| F | V    |

| p | f(p) |
| - | ---- |
| V | V    |
| F | F    |

| p | f(p) |
| - | ---- |
| V | F    |
| F | V    |

| p | f(p) |
| - | ---- |
| V | F    |
| F | F    |

Es posible que diferentes proposiciones abiertas tengan la misma tabla de verdad y por  tanto sean representaciones distintas de una misma función proposicional. siempre y cuando pueda hacerlo en esta situación se dice que las proposiciones abiertas son lógicamente equivalentes.
Por ejemplo, las expresiones

{\displaystyle \neg (p\wedge q)} y {\displaystyle (\neg p\vee \neg q)}

tienen la misma tabla de verdad, por tanto corresponden a la misma función proposicional y son así lógicamente equivalentes.
| p | q | {\displaystyle \neg (p\wedge q)} |
| - | - | -------------------------------- |
| V | V | F                                |
| V | F | V                                |
| F | V | V                                |
| F | F | V                                |

| p | q | {\displaystyle \neg p\vee \neg q} |
| - | - | --------------------------------- |
| V | V | F                                 |
| V | F | V                                 |
| F | V | V                                 |
| F | F | V                                 |